# Poa sugawarae
Poa sugawarae är en gräsart som beskrevs av Jisaburo Ohwi. Poa sugawarae ingår i släktet gröen, och familjen gräs. Inga underarter finns listade i Catalogue of Life.